# José Correia da Serra
Pour les articles homonymes, voir Correia et Serra.
José Francisco Correia da Serra, né le 6 juin 1750 à Serpa (Alentejo), mort le 11 septembre 1823 au Portugal, était un abbé Portugais

## Biographie
Il a fait ses études à Rome où il entra dans les ordres. En 1777, il rentra à Lisbonne où il fut l'un des fondateurs de l'Académie Royale des Sciences de Lisbonne en 1779. Ses écrits le mirent en conflit avec les membres de la hiérarchie religieuse et politique du Portugal.
En 1786, il s'enfuit en France, et y resta jusqu'à la mort du roi-consort Pierre III. Il revint dans sa patrie mais des difficultés politiques le forcèrent à quitter de nouveau le pays. Il se rendit en Angleterre, où il trouva un protecteur dans Sir Joseph Banks qui était président de la Royal Society. Avec son soutien, il fut facilement élu membre de la Royal Society.
En 1797, il fut élu membre étranger de l'Académie royale suédoise des sciences, et secrétaire à l'ambassade du Portugal à Londres, mais une querelle avec l'ambassadeur le poussa une fois de plus à partir en 1802 pour Paris où il résida les onze années qui suivirent.
En 1813, il quitta l'Europe pour le Nouveau Monde, arrivant à New York. Ses déplacements l'ont mené à plusieurs reprises à Monticello, à la maison de l'ancien président Thomas Jefferson, où ses opinions politiques trouvèrent un accueil chaleureux.
En 1816, il fut nommé ministre plénipotentiaire du Portugal à Washington. Il résidait cependant à Philadelphie.
En 1820, il fut rappelé au Portugal, où il fut nommé membre du conseil économique et élu à l'Assemblée constituante de la nation portugaise mais il mourut trois ans plus tard.

## Ouvrages
- Colecção de livros inéditos da história Portuguesa, 4 vols., 1790-1816.

Articles:
- « On the fructification of the submersed Algae,»  Philosophical Transactions, 1799, pp. 494–505.
- « On a submarine forest on the coast of England,»  Philosophical Transactions, 1799, pp. 145–155.
- « On two genera of plants belonging to the natural family of the Aurantia,»  Transactions of the Linnean Society, Vol. 5, pp. 218–226.
- « On the Doryantha, a new genius of plants from New Holland next akin to the Agave,»  Transactions of the Linnean Society, 6, pp. 211–213.
- » Observations sur la famille des oranges et sur les limites qui la circonscrivent,»  Annales du Muséum d’Histoire Naturelle, 6, pp. 376–386.
- « Mémoire sur la germination du nelumbo,»  Annales du Muséum d’Histoire naturelle, 13, 174.
- « Vues Carpologiques/Observations Carpologiques,» Annales du Muséum d’Histoire Naturelle, 8, 9, 10.
- « Mémoire sur la valeur du périsperme, considérée comme caractère d’affinité des plantes », Bulletin de la Société Philomatique, 11, 350.
- « De l’état des Sciences, et des lettres en Portugal, à la fin du dix-huitième siècle,»  Archives littéraires de l’Europe, Vol. I, 1804.
- « Sur l’agriculture des arabes en Espagne », Archives Littéraires de l’Europe, 2, pp. 239–404.
- « Observations and conjectures on the formation and nature of the soil of Kentucky,»  Transactions of the American Philosophical Society, Philadelphia, 1811.
- « Considerations générales sur l’etat passé et futur de l’Europe, » The American Review, 1812.

## Source
- (en) Cet article est partiellement ou en totalité issu de l’article de Wikipédia en anglais intitulé « José Correia da Serra » (voir la liste des auteurs).